# قبان

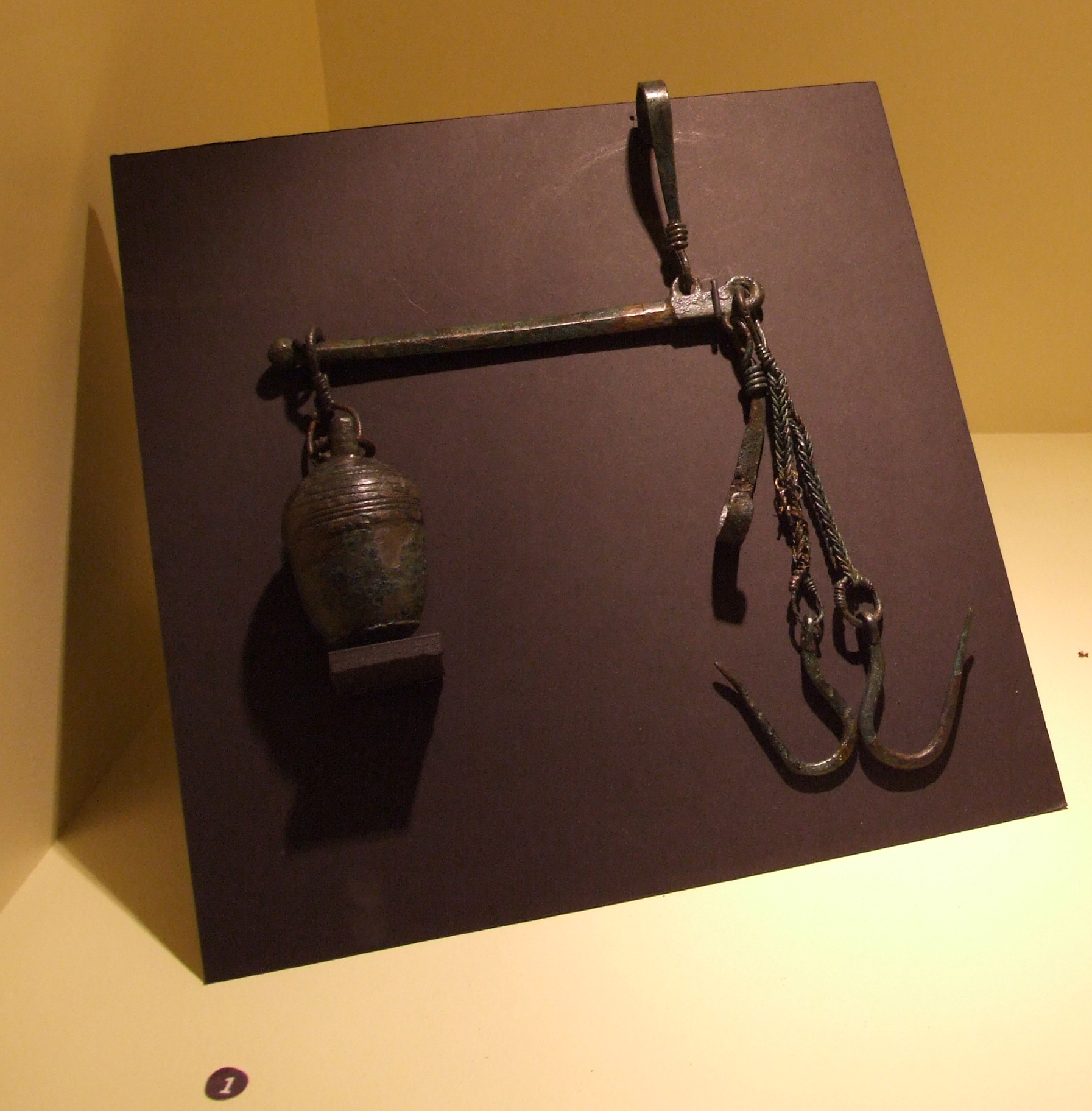
قبان روماني.

القبان (الجمع: قَبَانِين) أو القفان (الجمع: قَفَانِين) أو القرسطون أو القلسطون آلة وهو ميزان استعمله الرومان ثم عرفه العرب وذكر في عديد المخطوطات.واسم قبان هو اسم يطلق على الحاكم العادل وبني قبان اي اسرة الحاكم العادل الذي يمشون على نهج حاكمهم